# Święci z Bostonu
Święci z Bostonu (ang. The Boondock Saints) – film sensacyjny z 1999 roku produkcji kanadyjsko-amerykańskiej w reżyserii Troya Duffy'ego. Głównymi bohaterami są bracia Connor i Murphy McManus (Sean Patrick Flanery i Norman Reedus), którzy po zabiciu w samoobronie dwóch członków rosyjskiej mafii postanawiają oczyścić ze zła swoje miasto, Boston, stale uciekając przed agentem FBI Paulem Smeckerem (Willem Dafoe). Troy Duffy napisał scenariusz i muzykę do filmu pracując jako barman w Los Angeles. Film Święci z Bostonu jest jego debiutem reżyserskim.
Niektóre ze scen filmu zostały zrealizowanie w dublińskim więzieniu Kilmainham Gaol.

## Opis fabuły
Pewnego dnia dwaj młodzi bracia MacManus, głęboko religijni Irlandczycy którzy pracują w rzeźni, zaczynają wierzyć, że odkryli swoje powołanie. Dochodzi do tego, że uważają, że sam Bóg wybrał ich, by zostali narzędziem Jego zemsty, czyli oczyścili Boston z "brudów". Podejmują się walkę z mafią rosyjską i włoską zyskując nieoczekiwanych sprzymierzeńców. Bandyci zostają pokonani, ale jak się okazuje na krótko, bowiem następnego dnia powracają z zamiarem zabicia braci MacManus. Ci jednak stawiają napastnikom czynny opór i w konsekwencji zabijają swoich prześladowców. Równocześnie prowadzą grę z genialnym agentem FBI Paulem Smeckerem, który podejrzewa ich o udział w wojnie mafii. Niebawem prasa okrzyknie ich Świętymi z Bostonu, a MacManusowie urosną do rangi bohaterów, bojowników walczących ze światem przestępczym. Pod wpływem medialnego zamieszania wokół siebie bracia uwierzyli, iż faktycznie zostali wybrani przez Stwórcę do walki ze złem tego świata. Zakupują zatem sporą ilość broni i wyruszają na ulice Bostonu z zamiarem oczyszczenia ich z przestępców. Przeciwstawić się ich działalności próbuje agent Smecker, ale on sam wkrótce zdaje sobie sprawę, że w dzisiejszych czasach krucjata Irlandczyków jest jedynym sposobem na powstrzymanie rosnącego wciąż bezprawia.

## Obsada
| Aktor                | Rola                     |
| -------------------- | ------------------------ |
| Willem Dafoe         | agent FBI Paul Smecker   |
| Sean Patrick Flanery | Connor McManus           |
| Norman Reedus        | Murphy McManus           |
| David Della Rocco    | David Della Rocco        |
| Billy Connolly       | Il Duce                  |
| David Ferry          | detektyw Dali            |
| Brian Mahoney        | detektyw Duffy           |
| Bob Marley           | detektyw Greenly         |
| Carlo Rota           | Don "Papa" Joe Yakavetta |
| Ron Jeremy           | Vincenzo Lipazzi         |

## Sequel
W marcu 2002 roku, Duffy obwieścił fanom, że znalazło się finansowanie potrzebne do zrealizowania sequela. Następna część miała mieć dwa razy większy budżet oraz lepiej zorganizowaną premierę kinową. Według oficjalnej strony filmu, sequel, The Boondock Saints: All Saints Day, miał zostać wydany we wrześniu 2005 roku. Film nie został wydany, a Duffy w wywiadzie dla IGN tłumaczył to procesem z właścicielem praw do pierwszej części, jednocześnie wciąż zapewniając o chęci realizacji drugiej części:

Wracają wszyscy oprócz Willema Dafoe – czasem ścieżki kariery aktorów prowadzą innymi drogami i teraz zajmuje się on innymi rzeczami. Jako jedyny nie powróci. Bill Connolly, bracia, Rocco – wszyscy w to wchodzą i dzwonią do mnie raz na dwa tygodnie i wypytują kiedy kręcimy.

W czerwcu 2006 ogłoszono, że w związku z komercyjnym sukcesem wydania na DVD, wytwórnia filmowa 20th Century Fox jest gotowa sfinansować produkcję sequela. We wrześniu na stronie filmu zamieszczono nagranie wideo, w którym Duffy wyjaśnia problemy prawne związane z sequelem, potwierdza zamiar jego realizacji oraz wspomina o nowym projekcie The Good King. Ogłasza także, że sequel będzie miał kinową premierę w Stanach Zjednoczonych.
17 marca 2008 w swoim kanale YouTube Troy Duffy umieścił wideo w którym obwieścił akceptację dla filmu ze strony Sony
oraz powrót całej obsady z wyjątkiem Willema Dafoe. Zdjęcia do filmu miały rozpocząć się wiosną 2008 roku. Klip zniknął z YouTube wkrótce po umieszczeniu w serwisie (zachowały się jedynie kopie u innych użytkowników). Bob Marley w wywiadzie radiowym stwierdził, że zdjęcia mają rozpocząć się w sierpniu 2008.
20 października 2008 W Toronto (Kanada) rozpoczęły się zdjęcia do drugiej części obrazu. Reżyser za pośrednictwem serwisu YouTube rozpoczął systematyczne relacje video z których można było czerpać informacje o postępach prac na planie filmowym.
25 lipca 2009 Na festiwalu Comic Con w San Diego miał miejsce panel tematyczny z reżyserem i obsadą drugiej części Świętych z Bostonu, gdzie na zamkniętym pokazie został zaprezentowany trailer "The Boondock Saints II: All Saints Day". Wyszły na jaw szczegóły sequela i tak fani m.in. dowiedzieli się, że w drugiej części filmu widzowie z retrospekcji dowiedzą się jak Il Duce został zabójcą. Reżyser poinformował, że film obecnie jest na etapie udźwiękowienia. Troy Duffy potwierdził również, że premiera obrazu planowana jest na 1 listopada 2009 roku.
2 września 2009 Światło dzienne ujrzał oficjalny trailer sequela. Kilkuminutowy zwiastun przede wszystkim potwierdził wcześniejsze doniesienia odnośnie do obsady i fabuły. Dla wielu fanów stanowiło to dowód, że spotkanie ze Świętymi z Bostonu jest już nieuniknione. Tradycyjnie termin premiery filmu został przesunięty, lecz w tym przypadku o dwa dni wcześniej tj. na 30 października 2009 r.
30 października 2009 Po dziesięciu latach oczekiwań odbyła się kinowa premiera drugiej części filmu. Pokazy premierowe miały miejsce tylko w kilkudziesięciu kinach znajdujących się w USA, co wywołało powszechne oburzenie wśród fanów filmu, którzy od wielu lat cierpliwie czekali by obejrzeć kontynuację.

## Zdjęcia
Zdjęcia do filmu realizowane były na terenie Kanady (Toronto) i amerykańskiego stanu Massachusetts (Boston).